# Sentier naturel du Tōkai

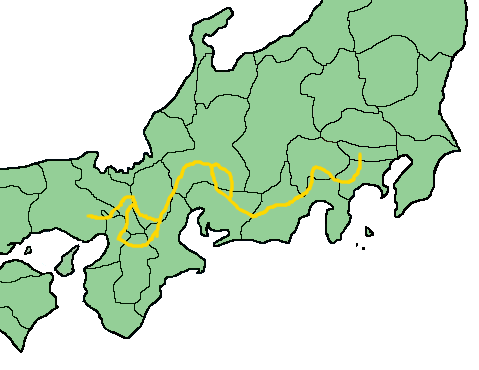
Tracé du sentier naturel du Tokai

Le sentier naturel du Tōkai (東海自然歩道, Tōkai Shizen Hodō) est un chemin de randonnée qui parcourt 11 préfectures sur 1 697 km, partant de Meiji no Mori Takao Kokutei Kōen à Tokyo jusqu'à Meiji no Mori Minō Kokutei Kōen dans la préfecture d'Osaka. Le parcourir entièrement demande entre 40 et 50 jours.

## Source
- (en) Cet article est partiellement ou en totalité issu de l’article de Wikipédia en anglais intitulé « Tōkai Nature Trail » (voir la liste des auteurs).